# Лаас (округ Миранд)
Лаа́с (фр. Laas) — коммуна во Франции, находится в регионе Юг — Пиренеи. Департамент — Жер. Входит в состав кантона Миранд. Округ коммуны — Миранд.
Код INSEE коммуны — 32167.

## География

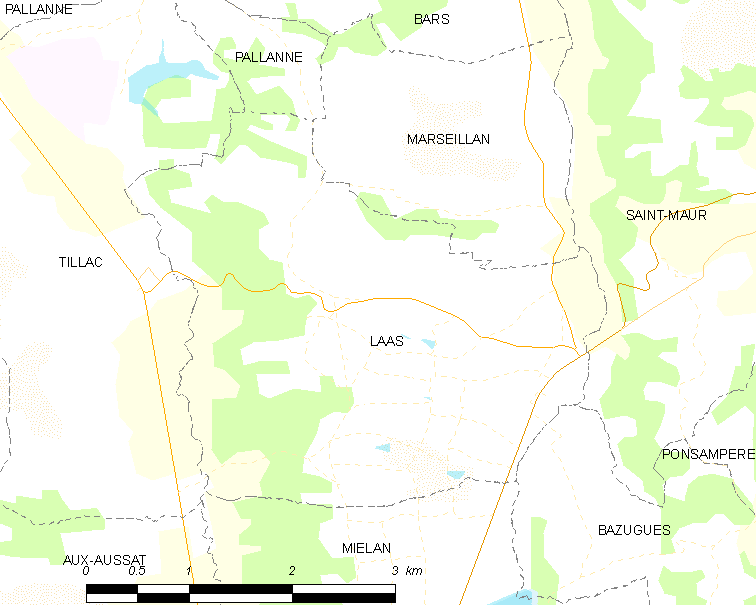
Карта коммуны

Коммуна расположена приблизительно в 620 км к югу от Парижа, в 95 км западнее Тулузы, в 30 км к юго-западу от Оша.
На западе коммуны протекает река Буэс, а на востоке — река Ос.

## Климат
Климат умеренно-океанический. Лето жаркое и немного дождливое, температура часто превышает 35 °С. Зимой часто бывает отрицательная температура и ночные заморозки. Годовое количество осадков — 700—900 мм.

## Население
Население коммуны на 2010 год составляло 287 человек.
| 1962 | 1968 | 1975 | 1982 | 1990 | 1999 | 2010 |
| ---- | ---- | ---- | ---- | ---- | ---- | ---- |
| 287  | 286  | 241  | 244  | 212  | 237  | 287  |

## Администрация
| Период | Период | Фамилия        | Партия | Примечания |
| ------ | ------ | -------------- | ------ | ---------- |
| 2001   | 2020   | Мюриэль Ларрьё |        |            |

## Экономика
В 2010 году среди 181 человека трудоспособного возраста (15-64 лет) 130 были экономически активными, 51 — неактивными (показатель активности — 71,8 %, в 1999 году было 68,5 %). Из 130 активных жителей работали 124 человека (71 мужчина и 53 женщины), безработных было 6 (3 мужчин и 3 женщины). Среди 51 неактивных 6 человек были учениками или студентами, 27 — пенсионерами, 18 были неактивными по другим причинам.

## Достопримечательности
- Церковь Нотр-Дам
- Замок Лаас (XVIII век). Исторический памятник с 1977 года[4]